# Weltklasse Zürich 2018
Weltklasse Zürich 2018 byl lehkoatletický mítink, který se konal 30. srpna 2018 ve švýcarskem městě Curych. Byl součástí série mítinků Diamantové ligy 2018.

## Výsledky

### Muži
| Disciplína             | 1. místo                  | 2. místo                    | 3. místo                   |
| Běh na 200 m           | Noah Lyles 19,67          | Ramil Guliyev 19,98         | Jereem Richards 20,04      |
| Běh na 400 m           | Fred Kerley 44,80         | Nathan Strother 44,93       | Matthew Hudson-Smith 44,95 |
| Běh na 1500 m          | Timothy Cheruiyot 3:30,27 | Elijah Manangoi 3:31,16     | Ayanleh Souleiman 3:31,24  |
| Běh na 400 m překážek  | Kyron McMaster 48,08      | Karsten Warholm 48,10       | Yasmani Copello 48,73      |
| Běh na 3000 m překážek | Conseslus Kipruto 8:10,15 | Soufiane El Bakkali 8:10,19 | Evan Jager 8:13,22         |
| Skok daleký            | Luvo Manyonga 836 cm      | Ruswahl Samaai 836 cm       | Henry Frayne 816 cm        |
| Vrh koulí              | Tomas Walsh 22,60 m       | Darrell Hill 22,40 m        | Ryan Crouser 22,18 m       |
| Hod oštěpem            | Andreas Hofmann 91,44 m   | Magnus Kirt 87,57 m         | Thomas Röhler 85,76 m      |

### Ženy
| Disciplína            | 1. místo                         | 2. místo                     | 3. místo                             |
| Běh na 100 m          | Murielle Ahouréová 11,01         | Dina Asherová-Smithová 11,08 | Marie-Josée Ta Lou 11,10             |
| Běh na 800 m          | Caster Semenyaová 1:55,27        | Ajee Wilsonová 1:57,86       | Natoya Gouleová 1:58,49              |
| Běh na 5000 m         | Hellen Onsando Obiriová 14:38,39 | Sifan Hassanová 14:38,77     | Senbere Teferiová 14:40,97           |
| Běh na 400 m překážek | Dalilah Muhammadová 53,88        | Shamier Littleová 54,21      | Janieve Russellová 54,38             |
| Skok do výšky         | Marija Lasickeneová 197 cm       | Julija Levčenková 194 cm     | Marie-Laurence Jungfleischová 190 cm |
| Skok o tyči           | Katerina Stefanidiová 487 cm     | Sandi Morrisová 482 cm       | Anželika Sidorovová 482 cm           |
| Trojskok              | Caterine Ibargüenová 14,56 m     | Shanieka Rickettsová 14,55 m | Kimberly Williamsová 14,47 m         |
| Hod oštěpem           | Taccjana Chaladovičová 66,99 m   | Liu Shiying 66,00 m          | Kara Wingerová 64,75 m               |